# هيديكاتسو شيباتا
هيديكاتسو شيباتا (柴田秀勝 شيباتا هيديكاتسو) هو ممثل ياباني ولد في 25 مارس 1937 في أساكوسا، طوكيو.

## أدواره في الأنمي

### مسلسلات أنمي تلفزيونية
- ناروتو - هيروزين ساروتوبي/الهوكاجي الثالث
- ناروتو شيبودن - هيروزين ساروتوبي/الهوكاجي الثالث
- خيميائي الفولاذ - الفيرر كينغ برادلي
- خيميائي الفولاذ FULLMETAL ALCHEMIST - الفيرر كينغ برادلي/راث
- دي جرايمان - سامو هان وون
- مازنجر زد - البارون أشورا (الرجل)
- مازنغر - كينزو كابوتو
- ون بيس - مونكي دي دراغون, كالغارا
- ساموراي تشامبلو - هيتارو
- فايري تايل - الراوي، إغنيل
- فتاة الجحيم - جينمين غومو
- فتاة الجحيم: الإبريق ثلاثي القوائم - جينمين غومو
- شعلة ريكا - ميغوري كيوزا
- Angel Beats! - المعلم المسن
- موياشيمون - والد هاروكا هاسيغاوا
- رايدباك - نانبو كاتاوكا
- وولفرين - شينغن ياشيدا
- ستار درايفر - إيكورو تسوناشي
- هيوغيمونو - شيباتا كاتسويه
- سينت سيا أوميغا - مارس
- ماغي: The Labyrinth of Magic - أمون
- ماغي: The Kingdom of Magic - أمون
- أوشيو و تورا - نيغيرا
- النمر المقنع W - مستر X
- دراغون بول GT - سين شينرون/أوميغا شينرون
- دانغانرونبا 3: نهاية أكاديمية قمة الأمل - كازوؤو تينغان
- مندوب المبيعات الضاحك - يوسكي تانومو (وجه جدير بالثقة)
- أنغولموا: غزو المغول - سو شيغيكوني

### أفلام أنمي
- فيلم خيميائي الفولاذ: محتل شامبالا - فريتز لانغ
- فيلم ناروتو شيبودن: إرادة النار - الهوكاجي الثالث
- فيلم ناروتو شيبودن: البرج المفقود - الهوكاجي الثالث

## أدواره في ألعاب الفيديو
- سونيك أند ذا بلاك نايت - الفارس الأسود
- ناروتو شيبودن: ألتيميت نينجا ستورم ريفولوشن - هيروزين ساروتوبي/الهوكاجي الثالث
- ناروتو شيبودن: ألتيميت نينجا ستورم 4 - هيروزين ساروتوبي/الهوكاجي الثالث

## أدواره في الدبلجة اليابانية
- الصخرة - فرانسيس إكس هامل

## وصلات خارجية
- هيديكاتسو شيباتا على موقع IMDb (الإنجليزية)
- هيديكاتسو شيباتا على موقع ألو سيني (الفرنسية)
- هيديكاتسو شيباتا على موقع ميوزك برينز (الإنجليزية)
- هيديكاتسو شيباتا على موقع قاعدة بيانات الفيلم (الإنجليزية)
- هيديكاتسو شيباتا على موقع كينوبويسك (الروسية)
- هيديكاتسو شيباتا على موقع ANN person (الإنجليزية)